# أماليا بيرنابيه
أماليا بيرنابيه (بالإسبانية: Amalia Bernabé)‏ هي ممثلة أرجنتينية، ولدت في 1895 في بوينس آيرس في الأرجنتين، وتوفي بنفس المكان في 1983.

## وصلات خارجية
- أماليا بيرنابيه على موقع IMDb (الإنجليزية)